# Toriko
Toriko (トリコ?) è un manga scritto e disegnato da Mitsutoshi Shimabukuro. Il manga ha iniziato ad essere serializzato sulla rivista Weekly Shōnen Jump, edita da Shūeisha, a partire da maggio 2008 ed è poi terminata il 21 novembre 2016. Un adattamento anime prodotto da Toei Animation è stato trasmesso dal 3 aprile 2011 su Fuji Television, per poi concludersi il 30 marzo 2014, per un totale di 147 episodi trasmessi. Due film anime, intitolati Toriko 3D: Kaimaku! Gourmet Adventure!!? e Toriko The Movie: Bishokushin's Special Menu ed entrambi prodotti da Toei Animation, sono usciti nelle sale cinematografiche nipponiche rispettivamente il 19 marzo 2011 e il 27 luglio 2013.
In Italia il manga è stato pubblicato da Star Comics a cadenza bimestrale dal 15 febbraio 2012 al 17 maggio 2018, mentre la serie anime è completamente inedita.
A novembre 2020, il manga Toriko ha oltre 25 milioni di copie in circolazione.

## Trama
(Frase tipica di Toriko prima di iniziare un pasto)
In un'epoca passata imprecisata, moltissimi stati erano perennemente in guerra. A risolvere questa situazione giunse Acacia, il capostipite dei cosiddetti "fornitori di alimenti di lusso" (美食屋?, Bishokuya), conosciuti anche come Gourmet Hunter, che fece mangiare a tutti i capi di Stato il prodigioso alimento GOD; i leader allora rinsavirono dalla loro follia guerrafondaia e il mondo tornò alla pace.
Anni dopo, il mondo vive nella cosiddetta "Era dei buongustai": il gusto e la consistenza degli alimenti sono estremamente importanti ed esistono professionisti che sono specializzati nel reperire o catturare ingredienti e animali rari. Toriko, essendo uno dei quattro "sovrani del cielo", è uno di questi procacciatori; seguendo una consuetudine deontologica della categoria, sogna di trovare i più preziosi prodotti alimentari del mondo e creare il menù definitivo, cioè comporre un pasto completo con gli ingredienti più preziosi che ha reperito di persona. Da cacciatore abilissimo qual è, egli è regolarmente assunto da ristoranti e persone facoltose per cercare nuovi ingredienti e animali rari e difficili da reperire (per ogni obiettivo è stabilito un livello per la difficoltà di cattura: per il 1° serve una squadra di 10 cacciatori). Uomo con capacità sovrannaturali, egli utilizza la sua incredibile forza e la conoscenza del regno animale per catturare bestie rare con l'obiettivo di realizzare il menù più delizioso mai preparato. Attualmente è accompagnato dal debole e timido chef Komatsu che, ispirato dall'ambizione di Toriko, viaggia con lui per migliorare le sue abilità culinarie e trovare gli ingredienti più rari.
Durante le avventure emergerà e si accentuerà progressivamente la rivalità tra l'I.G.O. e la Mafia Alimentare prima, e la N.E.O. poi, organizzazioni semicriminali interessate al cibo ma fondate e governate da persone con approccio e ideali assai diversi; lo scontro coinvolgerà inevitabilmente i campioni delle relative organizzazioni.

## Caratteristiche

### Ambientazione
Il mondo in cui operano i fornitori di alimenti di lusso (o Gourmet Hunters), nonché tutto il resto del cast, è un mondo immaginario contraddistinto da due elementi cardine: la ricerca quasi ossessiva per cibi d'alto livello, e il fatto che il mondo umano occupi non più di circa il 30% della superficie; la restante porzione, il Mondo del Buongusto (グルメ界?, Gurume-kai), è ricchissimo di ambienti, flora e fauna (e sapori) in larga parte inesplorati e ben più allettanti di quelli comuni; nondimeno l'ingresso, impossibile per persone normali, è pericolosissimo  a causa delle condizioni climatiche estreme e dalla forza delle creature che vi abitano, pertanto richiede uno speciale allenamento psicofisico.
L'International Gourmet Organization (国際グルメ機構?, Kokusai Gurume Kikō) (IGO), mantiene l'ordine e difende i civili da animali pericolosi e criminali gourmet. Istituito originariamente dalle Nazioni Unite, l'IGO è ora indipendente da loro e detiene una maggiore influenza in quanto è composto da 360 nazioni. Applicano inoltre un punteggio numerico che va dall'1 al 100, indicato come Livello di Cattura (捕獲レベル?, Hokaku Reberu), per la maggior parte degli ingredienti in base alla difficoltà di acquisirli. Le bestie più potenti del Mondo del Buongusto sono di solito troppo potenti perché l'IGO possa determinare i loro livelli, quindi vengono definiti di livello "non misurabile". L'IGO ha un gruppo di sette individui con un gusto molto sensibile, chiamati Gourmet 7 (グルメセブン?, Gurume Sebun) o G7, che hanno il compito di assegnare la classifica a stelle dei ristoranti e la classifica degli chef.
I fornitori di alimenti di lusso, che di solito hanno addestrato le loro abilità ad un livello sovrumano, vengono regolarmente assunti dai ristoranti e dai ricchi per cercare ingredienti di alto livello e animali rari, e possono anche aumentare la loro forza impiantando nei loro corpi delle Cellule del buongusto (グルメ細胞?, Gurume Saibō), che rappresentano l'incarnazione fisica del gusto e dell'energia dell'appetito, fonte di vita e tutti gli ingredienti conosciuti. Tali cellule hanno estreme capacità rigenerative e di potenziamento della forza, e possono potenziare l'evoluzione, ma soprattutto migliorare notevolmente il sapore di qualsiasi organismo di cui fanno parte.
I Rigeneratori alimentari (再生屋?, Saiseiya, lit. "Regeneration Providers") invece, sono coloro che si dedicano alla protezione degli ingredienti dall'estinzione o dall'esaurimento e che possono anche arrestare le persone che partecipano alla transazione di merci illegali, violando leggi sul bracconaggio, o causando l'estinzione di un'intera specie.

### Stile
Data sia la caratterizzazione dei personaggi che il ritmo incalzante, è un manga con una forte impronta "anni '80": del resto il protagonista è ispirato a due fumetti dell'epoca (Ken il guerriero e Dragon Ball). Elementi che spiccano tra gli altri da "cornici" alle avventure, sono la rappresentazione degli scenari naturalistici (di solito ambienti selvaggi incontaminati), una moltitudine di animali e vegetali quanto mai bizzarri e variegati (molti dei quali sovente suggeriti dai lettori); ciò suggerisce l'affetto dell'autore per la natura e la sua conservazione anche quando, come nel contesto, buona parte della storia è imperniata sulla caccia (o alternativamente, raccolta), che è l'attività principale tanto dei quattro sovrani del cielo quanto della Mafia Alimentare.

## Personaggi
- Toriko (トリコ?) è il protagonista della serie, un coraggioso fornitore di alimenti di lusso, o "gourmet hunter", ed è un ragazzo dai capelli azzurri muscoloso e prestante; ha un carattere anche intrepido, positivo e sempre alla ricerca di nuove avventure e soprattutto sapori. Veste abiti pratici e sportivi, conosce a fondo la natura e gli ecosistemi, ed ha un olfatto sopraffino, che può competere con quello di un cane. Non uccide per il piacere di farlo: se abbatte una preda lo fa solo per cibarsene o legittima difesa. Sin dalla sua conoscenza col giovane cuoco Komatsu, sviluppa verso il partner un forte senso di protezione; qualcosa di analogo accade quando decide di adottare Terry, leggendario lupo da battaglia (livello incalcolabile).
- Coco (ココ?, Koko) è un ragazzo di bell'aspetto dai capelli corvini e carnagione scura, amico di Toriko e membro dei quattro sovrani del cielo. Vive in una città desertica e di conseguenza indossa una veste, mantello e turbante ed ha molto charme. È di gran lunga quello più riflessivo, posato e raffinato: è sempre educato, elegante e mai attaccabriga. La sua professione abituale è il veggente, in cui è molto abile. Se ogni fornitore di alimenti di buon livello mitridatizza il suo corpo con vari antidoti, egli cela nel suo circa cinquecento veleni, che si sono miscelati in un nuovo super veleno, ed antidoti che durante le avventure costituiscono la sua risorsa ed arma principali; tuttavia deve essere oculato in quanto, essendo mescolati, durante l'uso impiega anche una quota del suo sangue. Possiede inoltre una vista finissima: anche nel buio pesto è perfettamente a suo agio.
- Sunny (サニー?, Sanī) è un amico di Toriko, fratello maggiore di Ling e membro dei quattro sovrani del cielo. È un bel ragazzo con occhi ferini e con lunghi capelli multicolori sottili, ma resistenti (0,1 micron, ma ognuno regge 250 kg); indossa una veste aderente rosa che al petto è ricoperta da un gilet bordeaux. È un esteta – il suo aggettivo preferito è "bello" – aspetto che emerge tanto nella sua personalità quanto nel lavoro: desidera sempre che i suoi gesti siano impreziositi da un aspetto elegante e spesso lancia frecciatine a coloro che utilizzano maniere più rudi, anche se a volte si comporta in modo capriccioso o poco educato.
- Zebra (ゼブラ?, Zebura) è un amico di Toriko e membro dei quattro sovrani del cielo, detto il "ragazzo problematico". È il più feroce e potente fra i quattro sovrani del cielo. Forse affetto da gigantismo, ha una stazza e muscolatura scolpita superiore persino a quella di Toriko, inoltre viene anche definito un maestro del suono, poiché ha un udito finissimo e per i suoi attacchi usa specialmente attacchi basati sul suono. È molto vorace, e quando mette occhio su alcune specie, le dà la caccia fino all'estinzione. Nella prima parte della storia si trova rinchiuso in una delle tre più grandi prigioni del mondo, la Honey Prison, per avere portato all'estinzione ventiquattro specie di animali. Dopo si scopre che le specie a cui Zebra aveva portato all'estinzione erano solo specie pericolose che distruggevano ecosistemi.
- Komatsu (小松?), nonostante sia piuttosto giovane, è lo chef in comando del lussuoso Hotel Gourmet dell'I.G.O. Grazie al suo candore ed ai suoi modi educati, si fa ben volere in fretta da persone che ha conosciuto poco prima. Conosciuto il famoso avventuriero, benché conscio della sua gran fifa, dei rischi e di poter essere per il suo mentore un peso, decide di seguirlo in ogni avventura per saperne di più sugli ingredienti che adopera e sulle loro origini. Nel tempo da protetto diviene progressivamente il cuoco partner del protagonista: una volta effettuate le catture è quasi sempre lui a cucinare i nuovi ingredienti nel modo più appropriato. Possiede Yun, un cucciolo di Wall Penguin trovato nell'Ice Hell; grazie al suo contributo, involontario ma fondamentale, scopre l'ingrediente finale della Zuppa del secolo divenendo così la prima persona che riesce a ricrearne perfettamente il sapore: la scoperta lo renderà anche molto famoso.

## Media

### Manga
Scritto e disegnato da Mitsutoshi Shimabukuro, la serie manga Toriko è stata serializzata sulla rivista Weekly Shōnen Jump per un totale di 396 capitoli pubblicati a partire dal numero del 19 maggio 2008 e terminati sul numero del 21 novembre 2016. I singoli capitoli sono stati raccolti e pubblicati in tankōbon a partire dal 4 novembre 2008. L'ultimo volume, il numero 43, è uscito il 31 dicembre 2016.
Shimabukuro ha collaborato con Eiichirō Oda, autore di One Piece, per la produzione di un capitolo autoconclusivo crossover intitolato One Piece x Toriko: The True Food! Devil Fruit, pubblicato il 4 aprile 2011 su Weekly Shōnen Jump. Un manga spin-off intitolato Gourmet Academy Toriko (グルメ学園トリコ?), scritto da Toshinori Takayama e illustrato da Akitsugu Mizumoto è stato serializzato sulla rivista mensile  Saikyō Jump a partire dal 2011 e sei volumi sono stati pubblicati al 4 settembre 2014.
Il manga Toriko è stato pubblicato anche in altre nazioni oltre al Giappone. Nel 2009, durante il Comic-Con di San Diego, l'editore Viz Media ha annunciato la pubblicazione di un'edizione in lingua inglese. Il primo volume è stato pubblicato il 1º giugno 2010 mentre l'ultimo è uscito il 7 agosto 2018. Il manga ha debuttato nell'edizione di febbraio 2010 di un supplemento digitale disponibile solo agli abbonati della rivista Shonen Jump, edita da Viz Media. Nel momento in cui è cessata la pubblicazione dell'edizione cartacea di tale rivista, Toriko è diventato uno dei titoli della nuova rivista digitale Weekly Shonen Jump (originariamente nota come Weekly Shonen Jump Alpha), debuttando con il capitolo 171 nel primo numero pubblicato il 30 gennaio 2012. Il capitolo autoconclusivo crossover delle serie Toriko e One Piece è stato distribuito a coloro che hanno sottoscritto un abbonamento annuale alla rivista prima del 30 aprile 2012.
Madman Entertainment ha pubblicato i primi trentadue volumi per l'Australasia dal 10 luglio 2010 al 10 aprile 2016. Nel mese di maggio 2016 i diritti sono stati poi ceduti alla Simon & Schuster. In Francia i diritti sono stati acquisiti da Kazé: l'edizione in lingua francese è stata pubblicata dal 9 settembre 2011 al 4 luglio 2018.
Nel 2011 durante il Lucca Comics & Games la casa editrice Star Comics ha annunciato l'acquisizione dei diritti della serie per il mercato italiano. Il primo volume del manga è stato pubblicato il 15 febbraio 2012 e la pubblicazione è proseguita a cadenza bimestrale nella collana Greatest, sino alla sua conclusione avvenuta il 16 maggio 2018.

### Anime

Toriko nel primo episodio dell'anime

Una serie televisiva anime ispirata al manga Toriko, animata dallo studio d'animazione Toei Animation e diretta dal regista Akifumi Zako, è stata trasmessa su Fuji Television dal 3 aprile 2011 in sostituzione della serie Dragon Ball Kai. Il debutto della serie animata è stato celebrato con la messa in onda di un crossover speciale tra Toriko e One Piece della durata di un'ora, appartenente alla numerazione di entrambe le serie animate — il primo per la serie Toriko e il 492 secondo la numerazione della serie One Piece. La serie si è conclusa il 30 marzo 2014 con un finale aperto, lasciando il posto al riedizione della saga di Majin Bu della serie Dragon Ball Kai, per un totale di 147 episodi trasmessi. Oltre al primo episodio, altre due puntate della serie vedono la presenza dei personaggi di altre serie. Il cinquantunesimo episodio, intitolato Saikai Toriko to Rufi! Kaisen no mi o sagase! (再会トリコとルフィ！ 海鮮の実を探せ！? lett. La riunione di Toriko e Rufy! Alla ricerca del frutto del mare!), è numerato anche come 542º episodio di One Piece ed è stato trasmesso l'8 aprile 2013. Il 99º episodio, intitolato Hashire Saikyō Gundan! Toriko to Rufi to Gokū! (走れ最強軍団! トリコとリフィと悟空? lett. Corri, esercito più forte! Toriko, Rufy, Goku!) e trasmesso su Fuji TV il 7 aprile 2013, è un crossover con One Piece e Dragon Ball ed è numerato come 590º episodio di One Piece.
La sigla iniziale, intitolata Guts Guts!!, è eseguita da Akira Kushida, mentre quella di chiusura, Satisfaction, dai F.T. Island.
L'anime è stato distribuito anche in altri paesi oltre alla madrepatria. Nel 2011 il distributore Funimation Entertainment ha annunciato l'acquisizione dei diritti dell'anime per la trasmissione in streaming e simulcast per il pubblico del Nord America, diffondendo gli episodi quattro giorni dopo la messa in onda giapponese. La serie ha debuttato su Hulu e sul sito ufficiale di Funimation il 14 aprile 2011. Successivamente l'uscita degli episodi da parte di Funimation è stata anticipata a tre giorni dopo la trasmissione su Fuji TV. Funimation ha iniziato a pubblicare l'edizione home video in DVD della serie doppiata in lingua inglese a partire dall'8 gennaio 2013. Madmen Entertainment ha annunciato l'acquisizione dei diritti dell'anime per la pubblicazione in Australasia il 3 febbraio 2013. In Francia l'anime è distribuito da Kazé: il primo box DVD è stato pubblicato il 26 giugno 2013 e al 6 novembre 2013 tre box DVD sono stati pubblicati. In Italia la serie anime tornerà nel 2024

### Film
Un film anime intitolato Toriko, diretto da Mitsuru Obunai e prodotto da Ufotable, è stato proiettato il 12 ottobre 2009 al Jump Super Anime Tour 2009. Il mese seguente il film è stato diffuso in streaming sul sito inglese di Weekly Shōnen Jump. Un secondo film, intitolato Toriko: Capture the Barbarian Ivy! (トリコ バーバリアンアイビーを捕獲せよ!?), è stato proiettato al Jump Super Anime Tour dell'anno seguente il 23 ottobre 2010.
Il 19 marzo 2011 è uscito nei cinema giapponesi un film d'animazione di 40 minuti dal titolo Toriko 3D: Kaimaku! Gourmet Adventure!!? (トリコ3D 開幕!グルメアドベンチャー!!?, Toriko Surīdī: Kaimaku! Gurume Adobenchā!!?). Tale film è stato prodotto da Toei Animation ed è uscito insieme al film One Piece 3D: L'inseguimento di Cappello di Paglia, dedicato alla serie One Piece. Entrambe le pellicole sono state realizzate in CGI e proiettate in 3D. Un lungometraggio intitolato Gekijō-ban Toriko Bishoku-shin no chō shoku takara (劇場版トリコ 美食神の超食宝?) è stato distribuito nelle sale giapponesi dal 27 luglio 2013.

### Altri media
Un libro intitolato Toriko Gaiden (トリコ外伝?) è stato pubblicato il 2 ottobre 2009 ed include un'intervista all'autore del manga Mitsutoshi Shimabukuro, il capitolo autoconclusivo del 2007 di Toriko e altre capitoli autoconclusivi prodotti dallo stesso autore. Una guida intitolata Toriko Gourmet Hunting Book (トリコ グルメハンティングブック?) è stata pubblicata il 4 novembre 2011 e include i capitoli autoconclusivi originali di Toriko usciti dal 2002 in poi e il capitolo crossover con la serie One Piece.
Il programma televisivo Sakiyomi Jum-Bang! ha creato un vomic, una parola macedonia tra "voice" (voce) e "comic" (fumetto), dei primi due capitoli di Toriko nel 2009. Nel programma gli attori sono intervenuti doppiando le scene del manga mostrate sullo schermo. Toriko è stato interpretato da Takashi Kondō e Komatsu da Daisuke Kishio.
Cinque videogiochi sono stati sviluppati e pubblicati da Namco Bandai sulla serie Toriko. Due sono stati prodotti per PlayStation Portable: Toriko: Gourmet Survival!, pubblicato il 4 agosto 2011, e il relativo sequel Toriko: Gourmet Survival! 2, pubblicato il 5 luglio 2012. Gli altri tre videogiochi sono stati sviluppati per Nintendo 3DS: Toriko: Gourmet Monsters! (2012), Toriko: Gourmet Battle! (2013) e Toriko: Ultimate Survival (2013). Toriko e Zebra sono anche personaggi giocabili nel videogioco picchiaduro, crossover delle serie serializzate su Weekly Shonen Jump, intitolato J-Stars Victory Vs e pubblicato per PlayStation 3 e PlayStation Vita.

## Doppiaggio
| Personaggio | Doppiatore originale | Doppiatore italiano |
| ----------- | -------------------- | ------------------- |
| Toriko      | Ryōtarō Okiayu       | Alessandro Quarta   |
| Tina        | Nana Mizuki          | Ilaria Latini       |
| Komatsu     | Romi Park            | Letizia Ciampa      |
| Zebra       | Kenji Matsuda        | Manuel Meli         |
| Rin         | Asami Tano           | Patrizia Mottola    |
| Sunny       | Mitsuo Iwata         | Francesco Pezzulli  |
| Ichiryû     | Ken'yū Horiuchi      | Massimo Triggiani   |
| Livebearer  | Akio Ōtsuka          | Alessandro Quarta   |
| Shinakoru   | Azumi Asakura        | Perla Liberatori    |
| Kaori       | Kanae Itō            | Domitilla D'Amico   |